# 茂名公交
茂名公交，是指服务于中国广东省茂名市城区及代管县级市的公共交通运输系统，是茂名市主要的公共运输方式之一。截至2020年，茂名公交年客运量超4000万人次，达4096.7万。

## 历史
1958年，茂名市政府从外地购回6辆旧客车，成立茂名市汽车运输队，隶属市交通局，营运从公馆至露天矿的唯一一条公交线，营运里程为10公里。1961年4月1日，茂名市公共交通公司正式成立，隶属市城建局，当年客运量达67.8万人次。1962年，增辟公馆至河东线（10公里）、河西至鳌头线（18公里）。1963年，增辟河西至袂花线（11公里）。1965年，公共汽车增至7辆。随后陆续增辟河西至金塘线（15公里），河西至镇盛线（16公里），城区线每30-40分钟对开1班，郊区线每2小时对开1班，当年客运量达143.8万人次。1967年，公共汽车线路正式改为号码线路，公共汽车的总数达到13辆，所有车辆都为广州客车厂生产的车型。1968年，增辟河西至新圩线（8公里）。1972年，客车增至11辆，1976年增至19辆。
1976年6月，更名为茂名市公共汽车公司，7月1日，在市区河西建设路的站场正式投入使用，运行线路总长57公里，年平均客运量172万人次。1978年，增辟河西至黄泥塘线、河西至羊角线，公共交通形成网络。1988年，市公共汽车公司有公共汽车61辆，职工392人，营运线路12条，总长1176公里。1990年6月，茂名市公共汽车公司整体搬迁至河东光华南路现址。1990年9月，河东公共汽车总站投入使用。
20世纪90年代，市公交公司陆续从国内其他客车厂购进新车，曾经服务过茂名市民的有“长江车”（江苏常州长江客车公司生产）、“友谊车”（江苏友谊汽车有限公司生产）、“成都车”（四川成都客车公司生产）等客车。
1995年9月，茂名公交在3路、10路、11路公交试行无人售票制度。1996年9月，市内13条公交线路全部实行无人售票制度。
1999年1月1日，茂名市区实行新的公共汽车运行图，至年底，市公共汽车公司营运车辆增至95辆，线路13条，总长185公里。
2001年，茂名市公共汽车公司从市城建局划归市交通局管理。2005年，开通公交IC卡服务。
2011年，茂名市公共汽车公司重新改组为茂名市公共交通总公司，茂名市政府投入资金3100万元，共购置100辆新公交车。11月25日，经过近半年时间的筹备，“岭南通-茂名通”正式开通全省联网使用，茂名成为广东省内第7个开通“岭南通”的城市。
2013年，茂名市公共交通总公司整体划入茂名市交通建设投资集团。
2017年7月，茂名市内公交线路已增至39条，公交车辆219台，站点数1104个，平均每条线路配置了5-6辆公交车，实现了对茂名中心城区全城覆盖。
2021年5月，茂名市公共交通总公司从事业单位转制为国有独资有限责任公司，更名为“茂名市城市公共交通有限公司”。2021年6月11日，茂名市城市公共交通有限公司挂牌成立。

## 收费
公交全程票价起步价为2元。公交IC卡种类主要有“岭南通-茂名通”、全国交通一卡通和特种卡（特种卡包括爱心卡、老干部卡、学生卡、残优卡、老人卡、革命伤残军人和重疾卡），其中“岭南通-茂名通”、全国交通一卡通享受乘车8折优惠（城际公交线路中G1、G2、H1享9折，其他不打折），学生卡7折优惠，爱心卡6折优惠，老干部卡和残优卡5折优惠，老人卡、革命伤残军人和重疾卡免费。2018年4月1日起，茂名市区全线公交可使用微信支付刷码乘车。

## 公交线路

### 中心城区路线
| 编号 | 线路         | 线路 | 线路           | 票价                         | 运营商                     | 备注 |
| ---- | ------------ | ---- | -------------- | ---------------------------- | -------------------------- | ---- |
| 1路  | 茂名站北广场 | ⇆    | 公馆分站       | 2元                          | 茂名市城市公共交通有限公司 |      |
| 2路  | 河西公交分站 | ⇆    | 白鹤坡         | 上车2元、分里程收费、全程4元 | 茂名市城市公共交通有限公司 |      |
| 3路  | 东汇城       | ⇆    | 茂名技师学院   | 上车2元、分里程收费、全程3元 | 茂名市城市公共交通有限公司 |      |
| 5路  | 茂名站南广场 | ⇆    | 公馆分站       | 上车2元，分里程收费，全程4元 | 茂名市城市公共交通有限公司 |      |
| 6路  | 铜鼓岭分站   | ⇆    | 茂名技师学院   | 上车2元、分里程收费、全程3元 | 茂名市城市公共交通有限公司 |      |
| 7路  | 东汇城       | ⇆    | 广油西城校区   | 上车2元、分里程收费、全程3元 | 茂名市城市公共交通有限公司 |      |
| 8路  | 东汇城       | ⇆    | 南方佛子埇村   | 上车2元，分里程收费，全程6元 | 茂名市城市公共交通有限公司 |      |
| 9路  | 博皇家居广场 | ⇆    | 大路村委会     | 上车2元，分里程收费、全程4元 | 茂名市城市公共交通有限公司 |      |
| 10路 | 茂名站南广场 | ⇆    | 露天矿生态公园 | 上车2元、分里程收费、全程3元 | 茂名市城市公共交通有限公司 |      |
| 11路 | 茂名站南广场 | ⇆    | 山阁镇政府     | 上车2元，分里程收费，全程3元 | 茂名市城市公共交通有限公司 |      |
| 12路 | 市交通运输局 | ⇆    | 联塘村委会     | 上车2元、分里程收费、全程3元 | 茂名市城市公共交通有限公司 |      |
| 13路 | 东汇城       | ⇆    | 石浪小学       | 2元                          | 茂名市城市公共交通有限公司 |      |
| 15路 | 东汇城       | ⇆    | 广油西城校区   | 上车2元，分里程收费、全程4元 | 茂名市城市公共交通有限公司 |      |
| 16路 | 河西公交站   | ⇆    | 羊角镇政府     | 上车2元，分里程收费、全程3元 | 茂名市城市公共交通有限公司 |      |
| 17路 | 小东江喷泉   | ⇆    | 烧酒村委       | 2元                          | 茂名市城市公共交通有限公司 |      |
| 18路 | 茂名站南广场 | ⇆    | 茂名技师学院   | 上车2元，分里程收费、全程3元 | 茂名市城市公共交通有限公司 |      |
| 19路 | 榕园         | ⇆    | 榕园           | 2元                          | 茂名市城市公共交通有限公司 |      |

### 非中心城区路线
| 编号   | 线路                 | 线路 | 线路           | 票价                          | 运营商                     | 备注         |
| ------ | -------------------- | ---- | -------------- | ----------------------------- | -------------------------- | ------------ |
| 201路  | 茂名技师学院         | ⇆    | 茂石化港口     | 上车2元、分里程收费、全程7元  | 茂名市城市公共交通有限公司 |              |
| 202路  | 石油化工学院         | ⇆    | 公馆分站       | 上车2元、分里程收费、全程5元  | 茂名市城市公共交通有限公司 |              |
| 205路  | 市公交公司（华侨城） | ⇆    | 民庆公交站     | 上车2元，分里程收费，全程5元  | 茂名市城市公共交通有限公司 |              |
| 206路  | 博皇家居广场         | ⇆    | 灵惠寺         | 上车2元，分里程收费，全程5元  | 茂名市城市公共交通有限公司 |              |
| 207路  | 官渡公园             | ⇆    | 广油西城校区   | 上车2元，分里程收费，全程4元  | 茂名市城市公共交通有限公司 |              |
| 208路  | 茂名西火车站         | ⇆    | 坡塘村委会     | 2元                           | 茂名市城市公共交通有限公司 |              |
| 209路  | 茂名西火车站         | ⇆    | 下垌深町村     | 2元                           | 茂名市城市公共交通有限公司 |              |
| 210路  | 茂名站南广场         | ⇆    | 白土村委会     | 上车2元，分里程收费，全程5元  | 茂名市城市公共交通有限公司 |              |
| 211路  | 茂名西火车站         | ⇆    | 市五中         | 2元                           | 茂名市城市公共交通有限公司 |              |
| 212路  | 坡塘路口             | ⇆    | 文林村委会     | 2元                           | 茂名市城市公共交通有限公司 |              |
| 215路  | 市五中               | ⇆    | 那田村委会     | 2元                           | 茂名市城市公共交通有限公司 |              |
| 216路  | 东汇城               | ⇆    | 茂名幼专       | 上车2元，分里程收费、全程3元  | 茂名市城市公共交通有限公司 |              |
| 301路  | 石油化工学院         | ⇆    | 虎头山景区     | 上车2元、分里程收费、全程8元  | 茂名市城市公共交通有限公司 |              |
| 302路  | 茂职院北校区         | ⇆    | 坡心圩         | 上车2元、分里程收费、全程4元  | 茂名市城市公共交通有限公司 |              |
| 303路  | 茂名站南广场         | ⇆    | 中国第一滩     | 上车2元、分里程收费、全程6元  | 茂名市城市公共交通有限公司 |              |
| 305路  | 茂名站南广场         | ⇆    | 米粮村委会     | 上车2元、分里程收费、全程4元  | 茂名市城市公共交通有限公司 |              |
| 306路  | 茂名站北广场         | ⇆    | 大同圩         | 上车2元、分里程收费、全程4元  | 茂名市城市公共交通有限公司 |              |
| 306B路 | 市中心广场           | ⇆    | 塘仔尾村       | 上车2元、分里程收费、全程3元  | 茂名市城市公共交通有限公司 |              |
| 309路  | 河西公交分站         | ⇆    | 中国第一滩     | 上车2元、分里程收费、全程7元  | 茂名市城市公共交通有限公司 |              |
| 311路  | 河西公交分站         | ⇆    | 茂名港         | 上车2元、分里程收费、全程12元 | 茂名市城市公共交通有限公司 |              |
| 313路  | 石油化工学院         | ⇆    | 电白区委区政府 | 上车2元，分里程收费，全程5元  | 茂名市城市公共交通有限公司 |              |
| 315路  | 河西公交分站         | ⇆    | 健康职业学院   | 上车2元，分里程收费，全程5元  | 茂名市城市公共交通有限公司 |              |
| Y8路   | 露天矿生态公园       | ⇆    | 上庵黑泥塘村   | 上车2元，分里程收费，全程5元  | 茂名市城际公交有限公司     | 旅游公交专线 |

### 城际公交
| 编号 | 线路                       | 线路 | 线路                     | 开通日期      | 票价                                               | 运营商                         | 备注 |
| ---- | -------------------------- | ---- | ------------------------ | ------------- | -------------------------------------------------- | ------------------------------ | --- |
| G1   | 茂名站北广场               | ⇆    | 高州冼太庙               | 2016年6月30日 | 上车2元，分里程收费，全程6元（2020年7月底涨至8元） | 茂名市城际公交有限公司         | 开通后三月内终点站暂为高州城东客运站 起点站原为茂名火车站（北广场），2019年10月因北站房拆除重建改为茂名站南广场 2022年1月重新調整為茂名站北广场 |
| G2   | 茂名站南广场               | ⇆    | 高州客运中心站（旧省站） | 2020年6月7日  | 上车2元，分里程收费，全程10元                      | 茂名市城际公交有限公司         | |
| G3   | 茂名站北广场               | ⇆    | 高州根子镇政府           | 2020年6月24日 | 上车2元，分里程收费，全程8元                       | 茂名市城际公交有限公司         | 茂名首条旅游公交专线 2020年12月29日延伸至高州分界镇 2022年1月始發地由茂名站南广场調整為茂名站北广场                                             |
| H1   | 茂名站南广场               | ⇆    | 化州北岸汽车站           | 2016年6月30日 | 上车2元，分里程收费，全程6元                       | 化州市汽车总站公共汽车有限公司 | 起点站原为茂名火车站（北广场），2019年10月因北站房拆除重建改为茂名站南广场 2022年1月重新調整為茂名站北广场                                      |
| H1B  | 茂名行政服务中心（东汇城） | ⇆    | 化州绿景花城小学         | 2019年7月29日 | 上车2元，分里程收费，全程6元                       | 化州市汽车总站公共汽车有限公司 | 原H2，后调整为H1的快车线 |
| H1K  | 茂名站北广场               | ⇆    | 化州汽车客运站           | 2021年7月1日  | 上车2元，分里程收费，全程8元                       | 化州市汽车总站公共汽车有限公司 | 为公交快线，中途只设十个站点 |

### 书目
- 茂名市地方志编纂委员会.  第一版. 郑州: 生活·读书·新知三联书店. 1997. ISBN 7-108-01088-7. OCLC 46859198.
- 茂名市地名委员会; 茂名市国土局.  第一版. 广州: 广东省地图出版社. 1994. ISBN 7-80522-237-1. OCLC 299623966.